# Fred Thurier
Fred Michael Thurier (né le 11 janvier 1916, à Granby, dans la province de Québec, au Canada – mort le 20 novembre 1999 en Floride aux États-Unis) est un joueur professionnel canadien de hockey sur glace qui évoluait au poste de centre.

## Biographie
Né à Granby, au Québec, le 11 janvier 1916, Thurier début sa carrière professionnelle en 1937 dans l'International American Hockey League avec les Indians de Springfield, club école des Americans de New York. Il reste 5 saisons avec les Indians pendant lesquelles il joue 30 matchs pour les Americans dans la Ligue nationale de hockey. Entre 1942 et 1944, il rejoint l'Armée canadienne avec laquelle il joue dans la Ligue de hockey senior du Québec et joue en parallèle dans la LAH avec les Bisons de Buffalo et remporte deux Coupes Calder. Libéré de ses obligations militaires en 1944, il est acquis par les Rangers de New York avec lesquels il joue une saison complète dans la LNH, profitant de l'absence d'autres joueurs toujours sous les drapeaux. Au retour de ces derniers, il perd sa place et passe ensuite sept saisons avec les Barons de Cleveland dans la LAH, remportant la Coupe Calder à nouveau en 1948 et 1951. Nommé à trois reprises dans les équipes d'étoiles de la LAH en 1941, 1942 et 1951, il prend sa retraite en 1952,.
Il est intronisé au temple de la renommée des sports de Cleveland en 1978 et au temple de la renommée du hockey de Springfield en 1996. Il meurt en Floride le 20 novembre 1999. Il est admis au Temple de la renommée de la Ligue américaine de hockey à titre posthume en 2020.

## Statistiques
| Saison          | Équipe                    | Ligue           |     | Saison régulière | Saison régulière | Saison régulière | Saison régulière | Saison régulière |    | Séries éliminatoires | Séries éliminatoires | Séries éliminatoires | Séries éliminatoires | Séries éliminatoires |
| Saison          | Équipe                    | Ligue           | PJ  | B                | A                | Pts              | Pun              | PJ               | B  | A                    | Pts                  | Pun                  |                      |                      |
| 1936-1937       | Canadiens Sr. de Montréal | LHSQ            | 22  | 12               | 6                | 18               | 20               | 2                | 0  | 0                    | 0                    | 4                    |                      |                      |
| 1937-1938       | Indians de Springfield    | IAHL            | 46  | 10               | 9                | 19               | 18               | -                | -  | -                    | -                    | -                    |                      |                      |
| 1938-1939       | Indians de Springfield    | IAHL            | 36  | 11               | 8                | 19               | 21               | 3                | 0  | 0                    | 0                    | 0                    |                      |                      |
| 1939-1940       | Indians de Springfield    | IAHL            | 54  | 28               | 32               | 60               | 27               | 3                | 2  | 1                    | 3                    | 12                   |                      |                      |
| 1940-1941       | Americans de New York     | LNH             | 3   | 2                | 1                | 3                | 0                | -                | -  | -                    | -                    | -                    |                      |                      |
| 1940-1941       | Indians de Springfield    | LAH             | 41  | 29               | 31               | 60               | 36               | 3                | 0  | 1                    | 1                    | 0                    |                      |                      |
| 1941-1942       | Americans de Brooklyn     | LNH             | 27  | 7                | 7                | 14               | 4                | -                | -  | -                    | -                    | -                    |                      |                      |
| 1941-1942       | Indians de Springfield    | LAH             | 22  | 20               | 24               | 44               | 6                | 5                | 2  | 5                    | 7                    | 2                    |                      |                      |
| 1942-1943       | Bisons de Buffalo         | LAH             | 7   | 6                | 9                | 15               | 2                | -                | -  | -                    | -                    | -                    |                      |                      |
| 1942-1943       | Armée canadienne          | LHSQ            | 13  | 8                | 5                | 13               | 6                | 7                | 3  | 2                    | 5                    | 6                    |                      |                      |
| 1942-1943       | Armée canadienne          | MCHL            | 2   | 4                | 1                | 5                | 0                | -                | -  | -                    | -                    | -                    |                      |                      |
| 1943-1944       | Bisons de Buffalo         | LAH             | 39  | 33               | 40               | 73               | 43               | 9                | 8  | 10                   | 18                   | 14                   |                      |                      |
| 1943-1944       | Armée canadienne          | MCHL            | 1   | 0                | 0                | 0                | 0                | -                | -  | -                    | -                    | -                    |                      |                      |
| 1944-1945       | Rangers de New York       | LNH             | 50  | 16               | 19               | 35               | 14               | -                | -  | -                    | -                    | -                    |                      |                      |
| 1945-1946       | Barons de Cleveland       | LAH             | 47  | 21               | 32               | 53               | 18               | 12               | 9  | 7                    | 16                   | 6                    |                      |                      |
| 1946-1947       | Barons de Cleveland       | LAH             | 63  | 18               | 33               | 51               | 58               | 4                | 0  | 0                    | 0                    | 0                    |                      |                      |
| 1947-1948       | Barons de Cleveland       | LAH             | 68  | 36               | 38               | 74               | 38               | 9                | 5  | 8                    | 13                   | 4                    |                      |                      |
| 1948-1949       | Barons de Cleveland       | LAH             | 51  | 26               | 31               | 57               | 47               | 5                | 2  | 7                    | 9                    | 2                    |                      |                      |
| 1949-1950       | Barons de Cleveland       | LAH             | 57  | 30               | 52               | 82               | 22               | 4                | 2  | 0                    | 2                    | 0                    |                      |                      |
| 1950-1951       | Barons de Cleveland       | LAH             | 64  | 32               | 63               | 95               | 19               | 10               | 1  | 12                   | 13                   | 0                    |                      |                      |
| 1951-1952       | Barons de Cleveland       | LAH             | 47  | 19               | 23               | 42               | 12               | 4                | 1  | 2                    | 3                    | 4                    |                      |                      |
| Totaux IAHL/LAH | Totaux IAHL/LAH           | Totaux IAHL/LAH | 642 | 319              | 425              | 744              | 367              | 71               | 32 | 53                   | 85                   | 44                   |                      |                      |

## Récompenses
- Première équipe d'étoiles de la LAH : 1941  ;
- Deuxième équipe d'étoiles de la LAH : 1942 et 1951 ;
- Vainqueur de la coupe Calder : 1943, 1944, 1948 et 1951 ;
- Temple de la renommée des sports de Cleveland : 1978 ;
- Temple de la renommée du hockey de Springfield : 1996 ;
- Temple de la renommée de la Ligue américaine de hockey : 2020.